# برزوئیه (بم)
برزوئیه، روستایی از توابع بخش مرکزی شهرستان بم در استان کرمان ایران است.

## جمعیت
این روستا در دهستان دهبکری قرار دارد و براساس سرشماری مرکز آمار ایران در سال ۱۳۹۵، جمعیت آن ۱۸ نفر (۹ خانوار) بوده است.